# SM Tb 60T
SM Tb 60T – austro-węgierski torpedowiec z początku XX wieku i okresu I wojny światowej, dwunasta jednostka typu Kaiman. Do 1913 roku nosił nazwę Schwalbe, od roku 1917 sam numer 60. Po I wojnie światowej służył w marynarce Królestwa SHS (późniejszej Jugosławii) jako T 9. Skrót przed numerem SM Tb oznaczał Seiner Majestät Torpedoboot (torpedowiec Jego Cesarskiej Mości).

## Historia
Stępkę pod budowę okrętu położono w stoczni Stabilimento Tecnico Triestino (STT) w Trieście 14 września 1906 roku, kadłub wodowano 8 kwietnia 1907 roku (według innych danych 9 kwietnia), a okręt oddano do służby 20 marca 1909 roku (wraz z trzema innymi). Początkowo nosił nazwę „Schwalbe” (jaskółka), lecz od 1 stycznia 1914 roku zastąpiono ją przez alfanumeryczne oznaczenie 60T („T” oznaczało, że okręt zbudowano w Trieście). Rozkazem z 21 maja 1917 roku z oznaczenia torpedowca usunięto ostatnią literę i do końca wojny nosił on tylko numer 60.
Okręt brał udział w I wojnie światowej. 
Po wojnie okręt w ramach podziału floty Austro-Węgier przekazano Królestwu Serbów, Chorwatów i Słoweńców (SHS), gdzie służył pod oznaczeniem T 9. Wraz z pozostałymi okrętami tego typu został wycofany w latach 1927-1928 lub w latach 1928-1930.

## Opis
Okręt posiadał dwa kotły parowe typu Yarrow i jedną pionową czterocylindrową maszynę parową potrójnego rozprężania. Okręt uzbrojony był w cztery armaty kalibru 47 mm L/33 (po dwie na każdej z burt) oraz trzy wyrzutnie torped kalibru 450 mm. W 1915 roku uzbrojenie wzmocniono pojedynczym karabinem maszynowym Schwarzlose 8 mm.